# بخش‌های دپارتمان دوب
بخش‌های دپارتمان دوب (انگلیسی: Arrondissements of the Doubs department) شامل ۳ بخش به شرح زیر است:
1. بخش بوزانسون با ۲۶۰ کمون (فرانسه) و جمعیت ۲۴۷ هزار نفر در سال ۲۰۱۳ می‌باشد.
2. بخش مونتبلی‌ار با ۱۶۹ کمون (فرانسه) و جمعیت ۱۷۷ هزار نفر در سال ۲۰۱۳ می‌باشد.
3. بخش پونترلیه با ۱۴۹ کمون (فرانسه) و جمعیت ۱۰۸ هزار نفر در سال ۲۰۱۳ می‌باشد.